# 13395 Деконіу
13395 Деконіу (13395 Deconihout) — астероїд головного поясу, відкритий 10 вересня 1999 року.
Тіссеранів параметр щодо Юпітера — 3,579.